# Дыдылдино
Дыдылдино — деревня  в Ленинском городском округе Московской области России.

## География
Деревня Дыдылдино находится примерно в 4 км к востоку от центра города Видного. Ближайшие сельские населённые пункты — деревни Пуговичино и Таболово. Рядом протекает река Купелинка.

## Этимология
Название деревни, предположительно, произошло от некалендарного личного имени Дыдыла. Есть иное мнение, что деревню назвали в честь помещика Дыдылдина.

## История
В XIX веке деревня Дыдылдино входила в состав Сухановской волости Подольского уезда.
До 2006 года деревня входила в Горкинский сельский округ Ленинского района, а с 2006 до 2019 года в рамках организации местного самоуправления входила в городское поселение Видное Ленинского муниципального района.
С 2019 года входит в Ленинский городской округ.

## Население
| 2002 | 2006 | 2010 |
| ---- | ---- | ---- |
| 111  | ↘67  | ↗147 |

В 1899 году в деревне проживало 126 человек.
Согласно Всероссийской переписи, в 2002 году в деревне проживало 111 человек (53 мужчины и 58 женщин). По данным на 2005 год в деревне проживало 67 человек. Согласно Всероссийской переписи, в 2010 году в деревне проживало 147 человек.

## Достопримечательности
- Храм Илии Пророка 1895 года.